# 덴드로마이아
덴드로마이아(학명: Dendromaia unamakiensis)는 단궁강 바라놉스과에 속하는 단궁류이다. 지금은 멸종된 종으로서 전체적인 몸길이가 40cm~60cm인 작은 몸집을 가진 소형 단궁류에 속한다.

## 특징
덴드로마이아는 캐나다 노바스코샤주의 석탄기에서 멸종된 바라놉스과에 속하는 단궁류이다. 그것은 덴드로마이아 우나마키엔시스라는 단일 종을 포함하고 있다. 덴드로마이아는 지금까지 알려진 바라노피드 중 가장 오래된 시냅시드이며 노바스코샤에서 발견된 바라노피드과의 유일한 구성원이다. 훨씬 작은 부분 골격을 꼬리가 감싸고 보존된 커다란 부분 골격에서 알려진 덴드로마이아는 또한 화석 기록에서 가장 오래된 부모 보호의 발생을 나타낼 수도 있다. 더 큰 골격은 특정한 멕테로사우루스와 유사한 특징을 가지고 있는 반면에 작은 골격은 시조류와 표지아와 같은 기초 바라노피드와 유사하여 바라노피드과의 기초에 있는 특징들이 정당한 계통학적 의미를 가지고 있는지 또는 대신 기초 바라노피드 표본의 미성숙함을 반영하는지에 대한 불확실성을 만들었다. 덴드로마이아 우나마키엔시스는 두 개의 골격을 포함하는 슬래브와 카운터랩에서 알려져 있다. NSM017GF020.001이라는 표본은 노바스코샤 케이프 브레튼 섬의 포인트 아코니에서 석화된 리코포드 그루터기에서 발견되었다. 이 장소는 오스트레일리아에 시드니 광산 지층의 일부이며, 3억 9천900만년전 석탄기 후기 모스코비아 단계로 거슬러 올라간다. "덴드로마이아"는 대략 "나무 속의 엄마"로 번역되며 나무 그루터기에서 발견되고 제안된 부모 양육에 따르면 "덴드로마이아"는 "나무 속의 엄마"로 번역된다. 구체적인 이름은 케이프 브레튼 섬의 미크맥 이름인 우나마키크를 가리킨다. 이 속과 종은 2019년에 힐러리 매딘, 아르잔 만, 브라이언 헤버트에 의해 기술되었다. 헤버트는 2017년에 이 표본을 발견했다. 두 골격은 크기가 다르고 보존 부위가 다른데 큰 골격의 1/4 크기인 두개골과 두개골의 파편만을 포함한 작은 골격(호루타입으로 지정됨)이 있었다. 이 뼈들은 그들의 유사한 겹치는 해부학, 명백한 바라노피드 조상, 밀접한 연관성, 그리고 노바스코샤에서 알려진 다른 바라노피드가 없다는 사실에 근거하여 새로운 분류군의 두 개인을 나타내는 것으로 추정되었다. 더 큰 골격의 보존된 6개의 등뼈는 동물에서 가장 특징적인 뼈 중 하나였다. 그들은 멕테로사우루스와 몇 가지 특징을 공유했는데 그 중 하나는 기부에 약간 움푹 패인 직사각형 모양의 높은 신경 가시였다. 그러나 횡단 공정의 끝에 있는 늑골 면은 수직이 아니라 대각선으로 방향을 잡았다. 다른 비-바라노돈류 바라노피드처럼 각 중심부의 아래쪽 가장자리는 둥근 용골을 가지고 있었다. 상대 부위에 보존된 10개의 불완전한 꼬리뼈는 길쭉하고 낮은 신경가시를 가지고 있었다. 외관상 골엽은 없지만 홀오세파스(단두) 늑골과 헬레오사우루스와 같은 위골도 있었다. 골반을 구성하는 판 모양의 뼈들은 서로 융합되지 않았고 덴드로마이아는 헬레오사우루스처럼 큰 치골 구멍을 가지고 있었다.대퇴골은 멕테로사우루스아과와 비슷하게 가볍고 꼬여 있었다. 나머지 다리와 발은 있었지만 불완전했다. 더 큰 표본은 코끝에서 꼬리 밑부분까지 길이가 20~30cm(7.9-12인치)였을 수 있으며 전체 꼬리 길이는 알려지지 않았지만 길었을 가능성이 있다. 보존 상태가 좋지 않은 이 작은 해골의 두개골은 삼각형으로 되어 있으며 고대 베네이터, 표지아, 그리고 헬레오사우루스의 두개골처럼 뾰족했다. 상악골에는 얇고 구부러진 이빨이 있었고 입천장에는 더 작은 이빨이 있었으며 이는 바라노피드와 같은 익충과 교배 과정을 가지고 있었다. 분리된 설골 뼈도 확인되었다. 더 큰 골격과 마찬가지로 작은 골격의 척추뼈는 아랫부분에 둥근 용골을 가지고 있었다. 그것은 또한 뒤틀린 상완골을 포함한 몇 개의 사지의 뼛조각들을 가지고 있었다. 이빨은 작은 톱니 모양으로 양턱에 총 15~25개의 이빨이 나 있다. 유골의 섬세한 보존은 그들이 죽었을 가능성이 높고 같은 장소와 시간에 빠르게 묻혔다는 것을 보여준다. 그들은 작은 골격이 큰 골격의 꼬리에 둘러싸인 채 놓여 있었다. 이러한 타포노믹한 특성으로 인해 고생물학자들은 두 개의 해골이 리코포드 나무의 뿌리 아래에서 함께 굴을 파고 있으며 더 작은 해골은 더 큰 해골의 자손일 가능성이 있다고 주장하게 되었다. 이것은 부모의 보살핌에 대한 가장 오래된 화석의 증거일 수 있으며 이전에 가장 오래된 증거일 수도 있고 그들 자신의 종(마이크로바라놉스 패런티스:Microvaranops parentis) 또는 헬레오사우루스 숄티지의 표본을 나타내는 남아프리카 페름기의 바라노피드 집합체일 수도 있다. 반면에 두 유골이 가까운 친척이 아니라 같은 그루터기에 있는 폭풍으로부터 보호되었을 가능성으로도 남아 있다. 어린 덴드로마이아에 골격의 구조는 시조류와 표지아와 같은 기초 바라노피드의 구조와 현저하게 유사하며 이러한 속들이 더 큰 바라노피드의 어린 표본에 기초하고 있을 수 있음을 나타낸다. 마찬가지로 기저 바라노피드와 디아피드를 연결하는 특정 특성(예: 치아의 감소 및 사지 발달을 가리킨다.)은 유효한 계통 발생 신호가 아닌 어린 시료 샘플링의 결과일 수 있다. 분류학적으로 보면 덴드로마이아는 바라노피드로 알려진 양막류 중 가장 오래된 구성원이다. 바라노피드는 전통적으로 초기 시냅시드로 간주되지만 일부 연구는 그들이 오로베네이터와 관련된 디아피드 파충류라는 것을 대안으로 제시한다. 덴드로마이아의 기술자들은 생물학적 특성(부모의 관리)을 모두 인용하고 바라노피드와 디아피드를 연결하는 특성이 바라노피드과의 기초에 있는 어린 표본의 오버샘플링에 기초할 수 있다고 주장하면서 시냅시드 중 바라노피드의 위치를 선호한다. 다른 바라노피드 중 덴드로마이아의 위치를 조사하기 위해 기술자들은 이전에 브로크레휴르스트 & 프로비스츠(2018년)가 사용했던 계통발생학적 분석 매트릭스를 적용했다. 결과적으로 엄격한 합의 나무(대부분의 근소한 나무의 평균 결과)는 덴드로마이아를 표지아와 함께 바라놉스과와 멕테로사우루스아과로 갈라지는 분지류와 함께 바라놉스과의 기저 부근에 있는 폴리토미에 배치했다. 베이지안 분석은 다절제술이 해결되었지만 유사한 결과를 회복하여 덴드로마이아를 표지아의 자매 분류군으로 지정했다. 이러한 토대로 덴드로마이아의 분해도는 미들, 만, 헤베르트(2019)의 베이지안 분석 결과에 기초한다. 먹이로는 당대에 번성했던 식물들의 잎, 열매, 씨앗과 같은 초식성의 먹이를 주로 섭이했을 초식성의 도마뱀으로 추정되는 종이다.

## 근연종
덴드로마이아의 근연종들에는 다음과 같이 존재한다. 바라놉스과, 멕테로사우루스아과, 바라놉스아과의 총 3개의 분류로서 근연종들이 존재한다.

### 바라놉스과
덴드로마이아의 근연종들 중에서 바라놉스과에 속하는 종들을 나열한 문단이다. 덴드로마이아가 바로 이곳에 속해 있다.
- 시조류 해밀턴시스

- 압시사우루스 위테리

- 덴드로마이아 우나마키엔시스

- 표지아 표조메세넨시스4

### 멕케로사우루스아과
덴드로마이아의 근연종들 중에서 미케로사우루스아과에 속하는 종들을 나열한 문단이다.
- 멕테로사우루스 긴두근

- 메세노사우루스 로메리

- 헬레오사우루스 숄츠

- 엘리오츠미시아

### 바라노돈아과
덴드로마이아의 근연종들 중에서 바라노돈아과에 속하는 종들을 나열한 문단이다.
- 바라놉스 브레비로스트리스

- 와톤기아 메에리

- 바라노돈 아질리스

- 아에로사우루스 웰레시

- 아에로사우루스 그린글레오럼

- 루시로미아 엘코브리엔시스

## 생존시기와 서식지와 화석의 발견
덴드로마이아가 생존했었던 시기는 고생대의 석탄기로서 지금으로부터 3억 5920만년전~2억 9900만년전에 생존했었던 종이다. 생존했었던 시기에는 북아메리카를 중심으로 하여 당시에 존재했었던 초원, 산림 등에서 주로 서식했었던 도마뱀이다. 화석의 발견은 2019년에 캐나다 노바스코샤주의 석탄기에 형성된 지층에서 캐나다의 고생물학자인 힐러리 매딘, 아르잔 만, 브라이언 헤버트에 의하여 처음으로 화석이 발견되어 새롭게 명명된 종이다.